# Neilson & Company

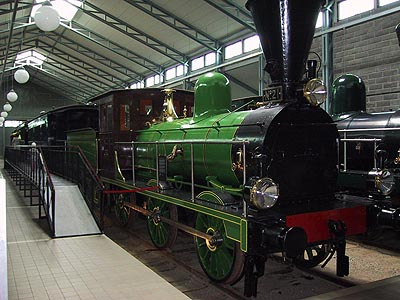
Restaurált Neilson 0-6-0, finn C1 osztályú gőzmozdony, melyet Finnországban 1869-től az 1920-as évekig használtak, kiállítva a Finnish Railway Museum-ban

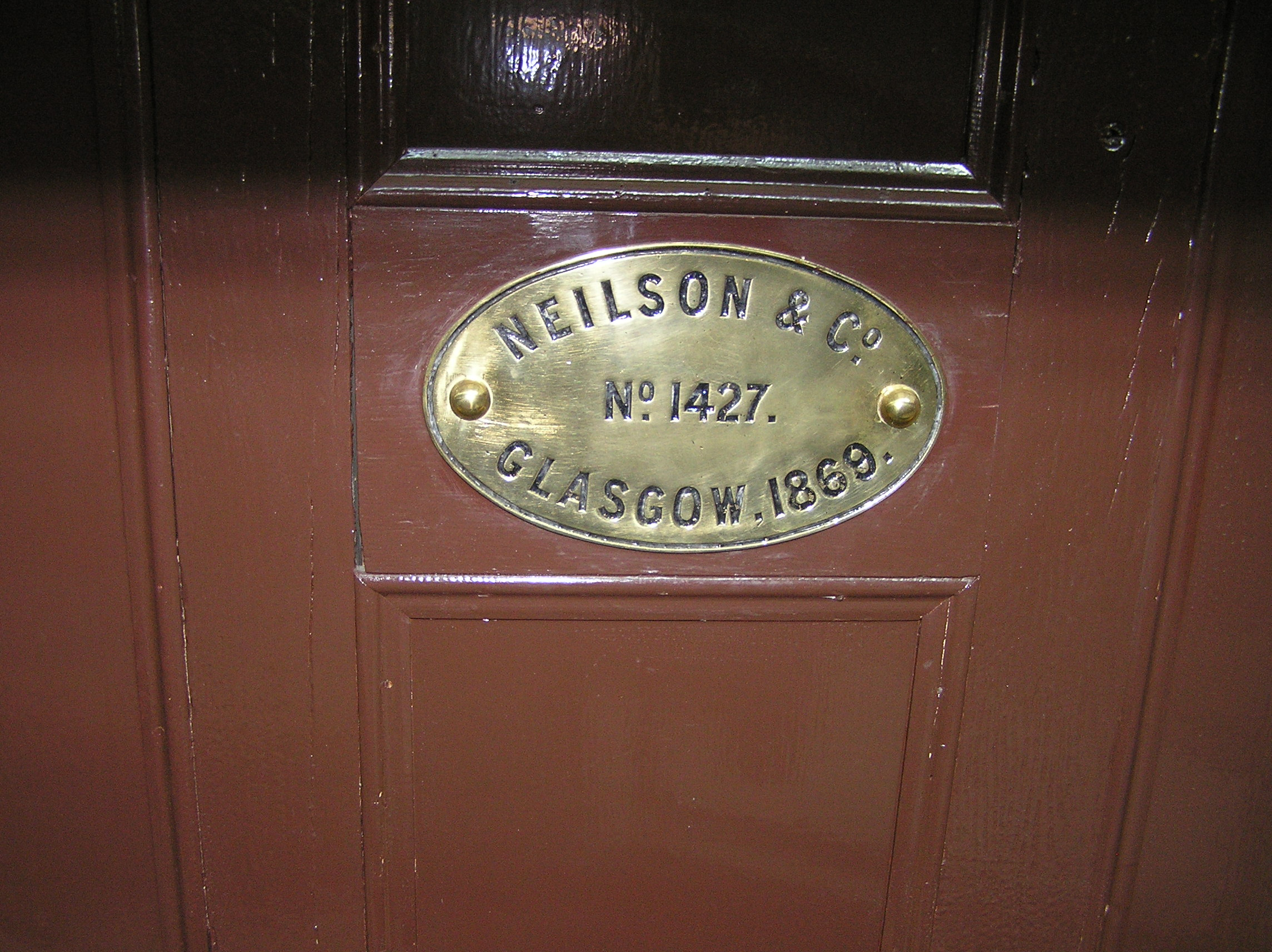
Neilson & Co gyári embléma egy mozdonyon

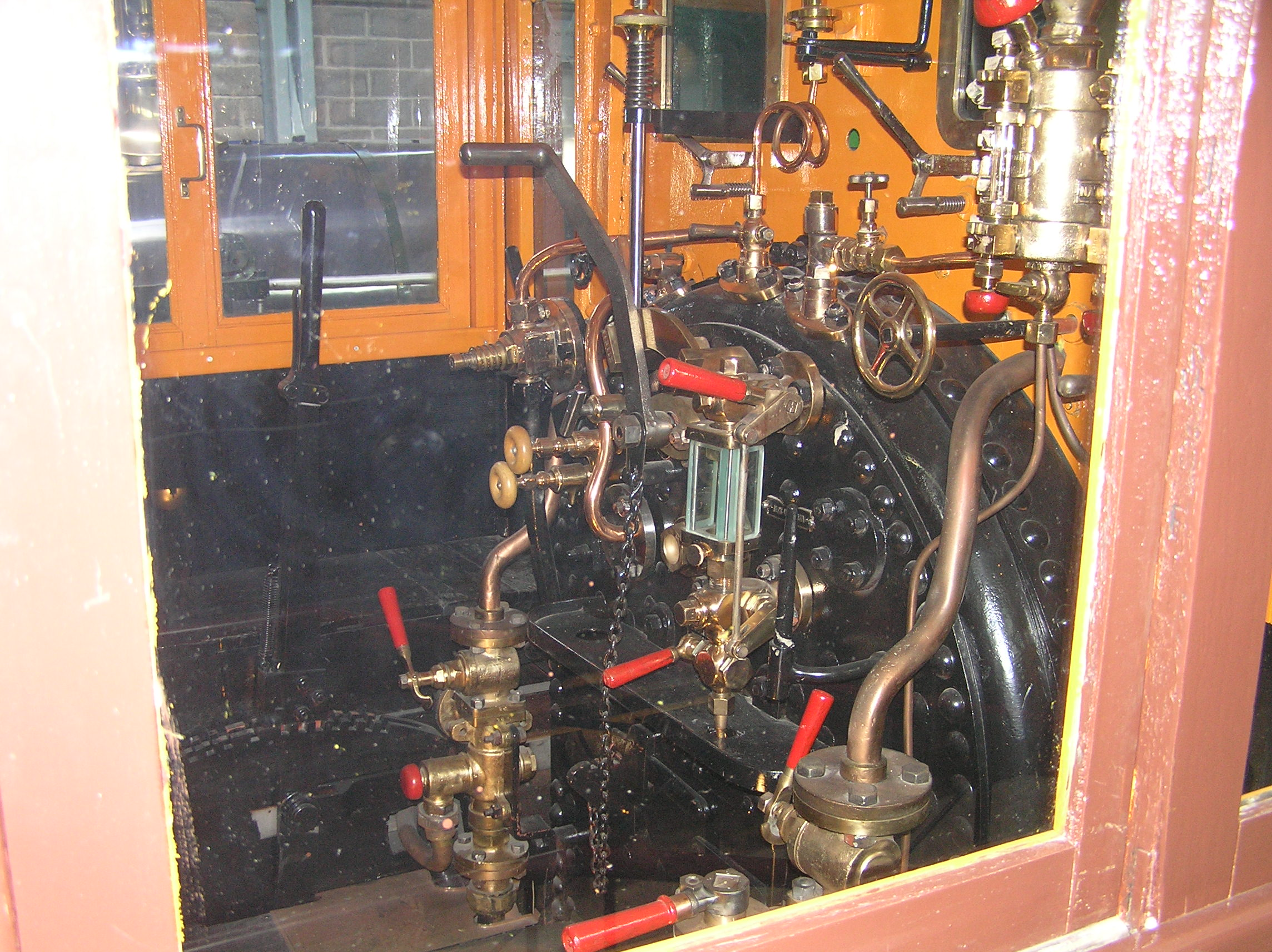
Egy mozdony vezérállása

A Neilson and Company mozdonygyár volt Glasgow-ban, Skóciában. 
A céget 1836-ban alapította Walter Neilson és James Mitchell a McAlpine Streeten, hajó- és stabil motorok gyártására. 1837-ben a cég átköltözött a Hyde Park Streetre, és ott Kerr, Mitchell & Neilson, majd 1840-től Kerr, Neilson & Company, 1843-tól Neilson & Mitchell néven működött.
A mozdonyépítés 1843-ban kezdődött a helyi vasutak számára. 1855-ben a  hajó- és a stabil motorok gyártását megszüntették, és a cég megváltoztatta a nevét, ismét Neilson and Company-re.
Később Henry Dübs és Patrick Stirling hírnévre tettek szert ezen a területen.
1861-ra a vállalkozás annyira kinőtte magát, hogy új üzemet építettek Springburnben, Hyde Park Works néven. 1864-ben Dübs saját céget nyitott Queens Park Works-ben Dubs and Company néven, ahova magával vitte a személyzet egy jelentős részét. James Reid, aki korábban Neilsonnak dolgozott, visszatért, és betársult az üzletbe.

## Fordítás
- Ez a szócikk részben vagy egészben  a   Neilson and Company című angol Wikipédia-szócikk ezen változatának fordításán alapul.  Az eredeti cikk szerkesztőit annak laptörténete sorolja fel. Ez a jelzés csupán a megfogalmazás eredetét és a szerzői jogokat jelzi, nem szolgál a cikkben szereplő információk forrásmegjelöléseként.